# Капітан «Пілігрима»
«Капітан „Пілігрима“» (рос. «Капитан „Пилигрима“») — український радянський пригодницький художній фільм 1986 року режисера Андрія Праченка за мотивами роману Жюля Верна «П'ятнадцятирічний капітан».

## Сюжет
Невелике китобійне судно «Пілігрим» вирушає з Нової Зеландії в Америку. Капітан взяв пасажирів — місіс Велдон і її сина Джека, дружину і сина власника судна, що прямують до Сан-Франциско, а також кузена Бенедикта — професора ентомології. В останній момент перед відплиттям виявляється, що пропав судновий кухар. Капітан, поспішаючи з відплиттям, змушений взяти першого-ліпшого кандидата — чоловіка середніх років на ім'я Негоро.

## У ролях
- В'ячеслав Ходченко — Дік Сенд, п'ятнадцятирічний капітан
- Нодар Мгалоблішвілі — Негоро, работоргівець (озвучив Армен Джигарханян)
- Альберт Філозов —  Кузен Бенедикт
- Тетяна Паркіна —  Місіс Уелдон Мері, дружина судновласника
- Лев Дуров —  капітан Гуль (шхуни «Пілігрим»)
- Леонід Ярмольник —  Герріс, работоргівець
- Вергілія Ечмендія —  Геркулес, врятований раб
- Андрій Фурманчук —  Джек, син місіс Уелдон (озвучила Анастасія Гіренкова)
- Ерменгельд Коновалов —  Октеон, врятований раб
- Хосе Васкес —  Бат, врятований раб
- Юрій Дубровін —  Річ, помічник Негоро
- Юрій Рудченко —  моряк, матрос шхуни «Пілігрим»
- Сергій Іванов —  моряк, боцман шхуни «Пілігрим»
- Леонід Яновський —  Джеймс Уелдон, судновласник

## Знімальна група
- Сценарій: Олександр Гусельников
- Режисер: Андрій Праченко
- Оператори: Олександр Золотарьов, Василь Трушковський
- Композитор: Вадим Храпачов